# Graphania captiosa
Graphania captiosa är en fjärilsart som beskrevs av Alfred Philpott 1927. Graphania captiosa ingår i släktet Graphania och familjen nattflyn. Inga underarter finns listade i Catalogue of Life.